# Lưu Huỳnh
Lưu Huỳnh (sinh năm 1960 tại Sài Gòn) là một đạo diễn phim người Mỹ gốc Việt.

## Tiểu sử & sự nghiệp
Ông là anh ruột của nghệ sĩ Phước Sang. Gia đình ông tới Hoa Kỳ khi ông 16 tuổi.
Ông từng làm đạo diễn cho chương trình Paris by Night. Năm 1997, cảnh phim do ông đạo diễn để phụ họa cho bài hát "Ca dao mẹ" của Trịnh Công Sơn trong băng Paris by Night 40 - Mẹ đã thổi bùng tranh cãi trong cộng đồng người Việt hải ngoại do bị xem là đã mô tả miền Nam trong chiến tranh Việt Nam dưới góc nhìn tiêu cực.
Bộ phim năm 2006 của ông Áo lụa Hà Đông đã nhận được nhiều đánh giá tích cực. Vậy nên bộ phim đã giành giải khán giả bình chọn tại Liên hoan phim quốc tế Busan ở Hàn Quốc và 5 giải Cánh diều 2006. Bộ phim cũng là đại diện cho điện ảnh Việt Nam tham dự đề cử giải Oscar cho phim quốc tế hay nhất lần thứ 80.
Bộ phim Huyền thoại bất tử của ông phát hành năm 2009 đã giành tổng cộng 6 giải Cánh diều vàng, bao gồm giải thưởng dành cho Phim xuất sắc nhất.
Năm 2014 ông thực hiện bộ phim Hiệp Sĩ Mù do Vi-phim và Đàm Vĩnh Hưng sản xuất. Tháng 8/2015, ông tiếp tục cho ra mắt phim Hy sinh đời trai do Trần Bảo Sơn sản xuất nhưng phim này bị đánh giá tiêu cực.

## Danh sách phim
- 1999 - Đường trần (Passage of Life)
- 2006 - Áo lụa Hà Đông (The White Silk Dress)
- 2009 - Huyền thoại bất tử (The Legend Is Alive)
- 2012 - Lấy chồng người ta (In the Name of Love)
- 2014 - Hiệp sĩ mù
- 2015 - Hy sinh đời trai